# サビン (ポートランド)
サビン（Sabin）は、アメリカ合衆国オレゴン州ポートランド北東部区域の地区の一つ。北部でヴァーノンに隣接し、西部でキング、南部でアーヴィントン、北東部でコンコーディアに接する。